# 能登・佐渡地震
能登・佐渡地震（のと・さどじしん）は、1729年8月1日（享保14年7月7日）昼八ツ時（14時ごろ）、能登国や佐渡国に被害をもたらした、マグニチュード6.6-7.0と推定される地震である。享保能登地震と呼ばれることもある。

## 歴史記録
能登半島の先端で被害が大きく、能登国珠洲郡・鳳至郡で死者5人、家屋全壊・損壊791棟。山崩れ1,731か所。鳳至郡・珠洲郡の各村々の潰家数や山崩れなどは、加越能（加賀国・越中国・能登国）について記録した『眞偽一統誌』にまとめられている。
輪島村では、総戸数593のうち、28軒潰れ、86軒半壊。加賀国金沢では被害なし。なお、揺れの様子については「重蔵宮奉加帳」（『新収日本地震史料補遺』所収）に記録があるほか、加賀藩が藩内の被害について幕府に届け出た記録が「護国公年譜」『加賀藩史料 六』にある。
『輪島市史資料』所収の『大刀禰嘉作家文書』には、時国村（現輪島市）の収納蔵を地震のために移転する願い出が記されている。
佐渡については『佐渡志』に「地震屋頽れて死する者多し。」とあり、佐渡国でも死者、家屋倒壊があった。しかし、佐渡における詳細の記録は未発見。

## 地震像
能登半島北側沖を走る複数の海底活断層によって引き起こされたとの見方がある。
離水した生物遺骸の分布高度から、本地震においては輪島沖セグメントの断層が活動したと推定され、このあたりの海岸が0.2 - 0.3 m程度隆起したと推定される。
本地震においては、能登半島の東北部が震度6以上の揺れに見舞われたとみられる一方で、2007年能登半島地震では、能登半島中部から南西部が震度6以上と、互いにそのエリアは重ならず相補的に見える。
2024年能登半島地震は、1729年、2007年などのいずれの地震よりも、規模の大きなものになった。